# Robert Stewart (Orkney)
Robert Stewart (1533, ? – Orkneyeilanden, 1593), was een buitenechtelijke zoon van Jacobus V van Schotland. Hij was earl van Orkney en Shetland, van 1581 tot aan zijn overlijden. 

## Biografie
In 1564 gaf zijn halfzus Mary Stuart het beheer van de koninklijke domeinen van Orkney en Shetland aan hem. In 1568 wist hij ook The Bishop's Palace te bemachtigen. Na onderhandelingen met Denemarken, zonder goedkeuring, heeft hij als straf enige tijd gevangengezeten. Volgens de overleveringen was hij niet geliefd bij zijn volk.

## Nalatenschap
The Earl's Palace (Birsay), dat door hem gebouwd werd in de periode 1569 tot 1574, is nog steeds te vinden in Birsay.
Zijn zoon Patrick Stewart, volgde hem op.